# Aloes sokotrzański

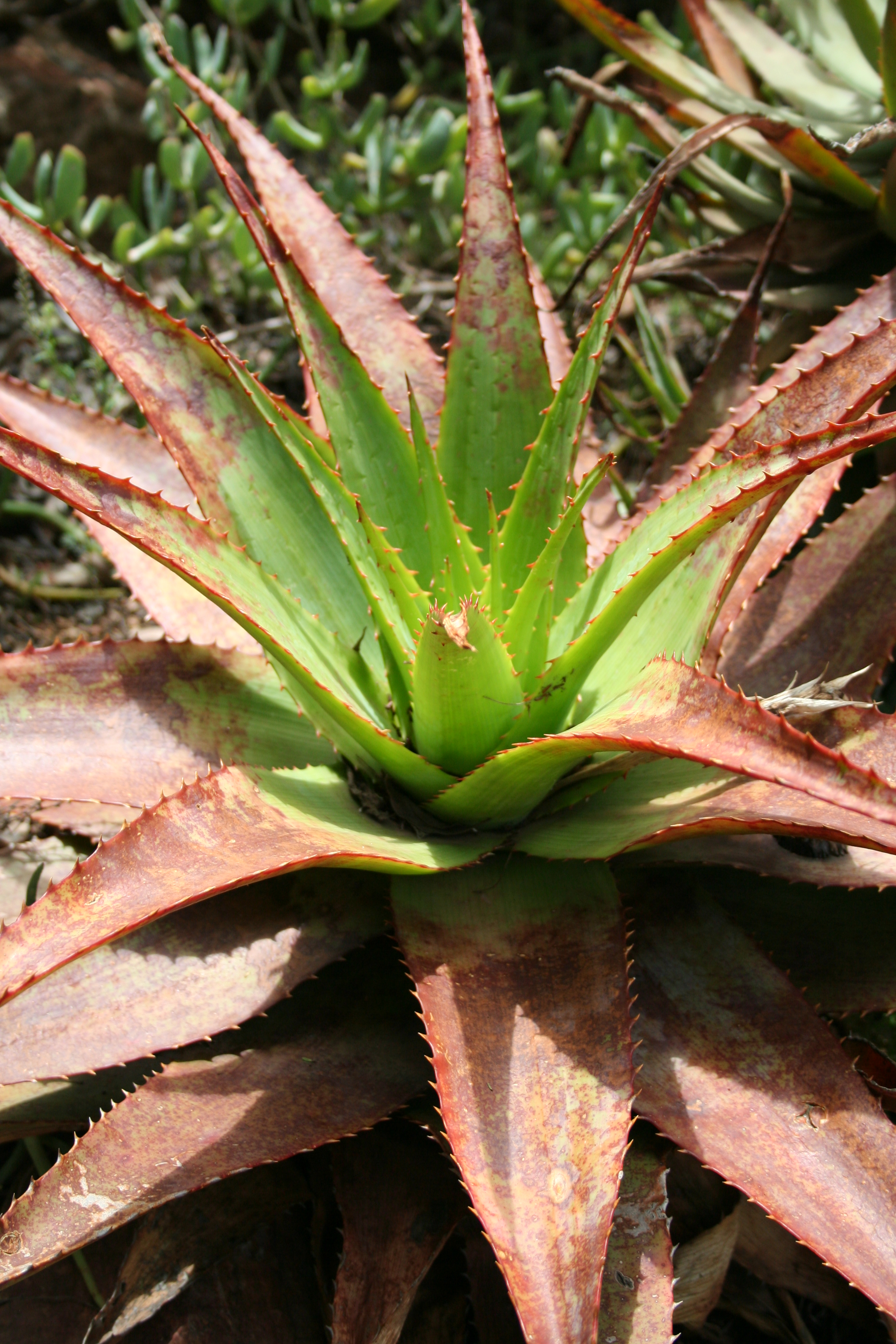
Rozeta liści

Aloes sokotrzański (Aloe succotrina All.) – gatunek rośliny występujący na południowym krańcu Afryki w formacji fynbos. Nazwa gatunku mylnie sugeruje pochodzenie z wyspy Sokotra, co wynika stąd, że długi czas nie udało się ustalić naturalnego pochodzenia rośliny. W końcu stanowisko naturalne odnaleziono w 1906 roku w Kraju Przylądkowym.  

## Morfologia
Rozeta zakrzywionych, wąskich liści osiąga wysokość do 1 metra. Kwiaty są rurkowe, w kolorze czerwonym lub ciemnopomarańczowym, rozwijają się na przełomie zimy i wiosny.

## Zastosowanie
Jest jedną z roślin biblijnych. Wytwarzane z liści aloesów substancje w starożytności były wykorzystywane do balsamowania ciał. Wytwarzano z nich olej aloesowy lub żywicę aloesową. Żydzi używali w tym celu aloesu zwyczajnego (Aloe vera) i aloesu sokotrzańskiego, ten ostatni był droższy, ale dawał lepszej jakości, miękką i błyszczącą żywicę o żółtej barwie i słodko-gorzkim smaku.